# National Organic Program

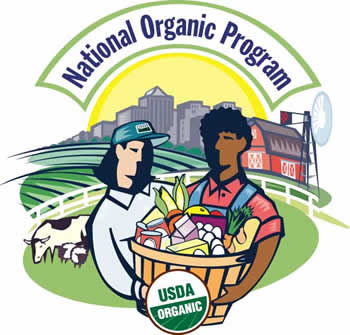
National Organic Program

Aux États-Unis, le National Organic Program (NOP) est l'organisme qui contrôle l'alimentation issue de l'agriculture biologique, sous l'égide du Département de l'Agriculture des États-Unis (USDA). Cet organisme est responsable de l'attribution du label « USDA organic ».

## Organisme de contrôle
Le National Organic Program a été créé par une loi fédérale d'octobre 2002. C'est la concrétisation d'une loi de 1990, le « Organic Food Production Act » (7 U.S.C.A. § 6501-22), qui a mandaté le département de l'agriculture (USDA) pour développer des standards nationaux et des règlements d'application concernant l'agriculture biologique. Ces règlements couvrent en détail tous les aspects de la production, la transformation, la distribution et la vente des produits biologiques.
Ce programme limite l'utilisation du terme « organic » (produit de l'agriculture biologique) aux producteurs certifiés. Une application simplifiée de la réglementation est faite pour les petites entreprises qui ont un chiffre d'affaires annuel de moins de 5 000 $ par année, ces producteurs doivent se soumettre à d'éventuels contrôles mais ils n'ont pas à s'inscrire formellement auprès d'un organisme de certification. 
Le National Organic Program concerne les produits agricoles frais ou transformés destinés à l'alimentation (cultures et élevages). Il prend en charge d'autres produits qui peuvent aussi être vendus en tant que « organic », comme les fibres naturelles (p.e. le coton bio). Les produits de soin ou de beauté peuvent mentionner le terme organique s'ils répondent au NOP, mais le USDA n'a pas l'autorité sur la production et l'étiquetage de ce type de produit.

## Organisations certifiantes
La certification est prise en charge par des organisations étatiques, privées ou sans but lucratif, approuvées par le Département de l'Agriculture des États-Unis (USDA), les Accredited Certifying Agencies (ACAs).
Il y a en 2009 54 organisations de certification accréditées aux États-Unis et 44 à l'étranger. 
On trouve parmi les plus connues : « Organic Crop Improvement Association », « California Certified Organic Farmers » (créé en 1973), « Quality Assurance International » (QAI), et « Indiana Certified Organic ».

## Label

Sceau

La législation fédérale des États-Unis définit trois niveaux concernant l'agriculture biologique.
Les produits dont tous les ingrédients et processus sont certifiés reçoivent le label « 100% organic ». Les produits avec au moins 95 % d'ingrédients certifiés peuvent utiliser le terme « organic ». Ces deux catégories peuvent afficher le sceau « USDA organic ». Une troisième catégorie comprend les produits avec au moins 70 % d'ingrédients certifiés, ceux-ci peuvent utiliser l'expression « made with organic ingredients » (produit avec des ingrédients issus de l'agriculture biologique). Par ailleurs, les produits peuvent porter le logo de l'organisation de certification qui les a approuvés. 
Les produits avec moins de 70 % d'ingrédients certifiés bio ne peuvent pas en faire état dans la publicité auprès des consommateurs, mais peuvent le spécifier dans la liste des ingrédients.

## Critiques
Dans un article d'août 2008, Jill Richardson, membre du Organic Consumers Association, critique la qualité du label du National Organic Program. Le NOP manquerait de financement et son personnel serait peu au courant des pratiques de l'agriculture biologique.
Peu auparavant, l'USDA a annoncé que sur 30 organismes certifiants contrôlés, 15 doivent modifier leurs pratiques dans un délai d'une année sous peine de perdre leur accréditation.